# Élections législatives de 2024 dans le Gers
Les élections législatives françaises de 2024 dans la Gers se déroulent les 30 juin et 7 juillet 2024. Dans le département, deux sièges de députés sont à pourvoir dans le cadre de deux circonscriptions, à la suite de la dissolution de l'Assemblée nationale par Emmanuel Macron.
Le choix de cette dissolution est pris après la défaite de la liste Renaissance aux élections européennes qui ont lieu le 9 juin 2024.

## Contexte
| Circonscription | RN      | ENS     | PS - PP | LFI    | LR     |
| --------------- | ------- | ------- | ------- | ------ | ------ |
| Circonscription |         |         |         |        |        |
| 1re             | 30,32 % | 13,2 %  | 17,66 % | 5,74 % | 5,72 % |
| 2e              | 32,93 % | 12,68 % | 17,22 % | 4,78 % | 6,02 % |

## Système électoral
Les élections législatives ont lieu au scrutin uninominal majoritaire à deux tours dans des circonscriptions uninominales.
Est élu au premier tour le candidat qui réunit la majorité absolue des suffrages exprimés et un nombre de voix au moins égal au quart des électeurs inscrits dans la circonscription, soit 25 %. Si aucun des candidats ne satisfait ces conditions, un second tour est organisé entre les candidats ayant réuni un nombre de voix au moins égal à un huitième des inscrits, soit 12,5 %. Les deux candidats arrivés en tête du 1er tour se maintiennent néanmoins par défaut si un seul ou aucun d'entre eux n'a atteint ce seuil. Au second tour, le candidat arrivé en tête est déclaré élu,.
Le seuil de qualification basé sur un pourcentage du total des inscrits et non des suffrages exprimés rend plus difficile l'accès au second tour lorsque l'abstention est élevée. Le système permet en revanche l'accès au second tour de plus de deux candidats si plusieurs d'entre eux franchissent le seuil de 12,5 % des inscrits. Les candidats en lice au second tour peuvent ainsi être trois, un cas de figure appelé « triangulaire ». Les second tours où s'affrontent quatre candidats, appelés « quadrangulaire » sont également possibles, mais beaucoup plus rares,.

### Partis et nuances
Les résultats des élections sont publiés en France par le ministère de l'Intérieur, qui classe les partis en leur attribuant des nuances politiques. Ces dernières sont décidées par les préfets, qui les attribuent indifféremment de l'étiquette politique déclarée par les candidats, qui peut être celle d'un parti ou une candidature sans étiquette.
Seuls le Parti communiste français (COM), La France insoumise (FI), le Parti socialiste (SOC), le Parti radical de gauche (RDG), Les Écologistes (VEC), Renaissance (RE), le Mouvement démocrate (MDM), Horizons (HOR), l'Union des démocrates et indépendants (UDI), Les Républicains (LR), le Rassemblement national (RN) et Reconquête (REC) se voient attribuer en 2024 des nuances propres. Les coalitions Ensemble et Nouveau front populaire, ainsi que les candidats de l'alliance LR-Ciotti-RN, en bénéficient également indirectement, les nuances Ensemble ! (Majorité présidentielle) (ENS), Union de la gauche (UG) et Union de l'extrême-droite (UXD) étant attribuables aux candidats bénéficiant respectivement du soutien de deux partis du centre, de deux partis de gauche ou de deux partis d'extrême-droite,.
Tous les autres partis se voient attribuer l'une ou l'autre des nuances suivantes : EXG (extrême gauche), DVG (divers gauche), ECO (écologiste), REG (régionaliste), DVC (divers centre), DVD (divers droite), DSV (droite souverainiste) et EXD (extrême droite). Des partis comme Debout la France ou Lutte ouvrière ne disposent ainsi pas de nuances propres, et leurs résultats nationaux ne sont pas publiés séparément par le ministère, car mélangés avec d'autres partis (respectivement dans les nuances DSV et EXG).

## Candidats

### Débat radio-télévisé
Un débat radio-télévisé mercredi 19 juin 2024 a opposé différents candidats de la première circonscription du Gers.
Les trois principales personnalités du débat sont:
- Jean-René Cazeneuve, ex rapporteur du budget, député déjà élu en 2022, pour défendre le bilan d'Emmanuel Macron ;
- Jean-Luc Yelma, délégué départemental RN, déjà présenté en 2022
- Pascal Levieux, LFI et Nouveau Front Populaire, déjà présenté en 2022 et ayant obtenu seulement 1.800 voix de moins que Jean-René Cazeneuve, réélu.

Les autres candidats de la première circonscription sont Jean-Louis Chareton (Lutte Ouvrière), Aurore Cazes (Reconquête), Alexis Bourdaud Anduaga (les écologistes), Adrien Aymes (le changement citoyen) et Ludovic Larré (mouvement pour les animaux). 
Les candidats ont évoqués différents sujets comme le pouvoir d'achat, les retraites ou encore les déserts médicaux. Les candidats ne se sont pas entendus sur la raison de la monté du rassemblement national aux élections européennes de 2024: LFI l'associant à une politique anti-sociale du gouvernement, alors que les centristes l'associent à l'approche contestataire de LFI.

## Résultats

### Élus
| Circonscription | Député sortant      | Parti | Parti | Groupe | Député élu ou réélu | Parti | Parti | Groupe |
| --------------- | ------------------- | ----- | ----- | ------ | ------------------- | ----- | ----- | ------ |
| 1re             | Jean-René Cazeneuve |       | RE    | RE     | Jean-René Cazeneuve |       | RE    | EPR    |
| 2e              | David Taupiac       |       | PS    | LIOT   | David Taupiac       |       | PS    | NI     |

### Taux de participation
| Taux de participation | 1er tour | 1er tour | 1er tour   | 2d tour | 2d tour | 2d tour    | Différence entre les deux tours |
| Taux de participation | En 2022  | En 2024  | Différence | En 2022 | En 2024 | Différence | Différence entre les deux tours |
| --------------------- | -------- | -------- | ---------- | ------- | ------- | ---------- | ------------------------------- |
| À midi                | 24,86 %  | 33,61 %  | 8,75       | 27,58 % | 32,74 % | 5,16       | 0,87                            |
| À 17 heures           | 45,72 %  | 65,78 %  | 20,06      |         |         |            |                                 |
| Final                 | 56,47 %  | 73,85 %  | 17,38      | 53,66 % | 73,88%  | 20,22      | 0,03                            |

### Résultats à l'échelle du département

#### Résultats par coalition
| Parti                                       | Parti                                       | Parti                                  | Premier tour | Premier tour | Premier tour | Second tour   | Second tour   | Second tour | Total Sièges  | +/-           |
| Parti                                       | Parti                                       | Parti                                  | Voix         | %            | Sièges       | Voix          | %             | Sièges      | Total Sièges  | +/-           |
| ------------------------------------------- | ------------------------------------------- | -------------------------------------- | ------------ | ------------ | ------------ | ------------- | ------------- | ----------- | ------------- | ------------- |
|                                             | Rassemblement national (RN)                 | Rassemblement national (RN)            | 37 314       | 35,60        | 0            | 41 874        | 41,06         | 0           | 0             | en stagnation |
|                                             | Parti socialiste (PS)                       | Parti socialiste (PS)                  | 24 185       | 23,07        | 0            | 30912         | 30,31         | 1           | 1             | Nv            |
|                                             |                                             | Renaissance (RE)                       | 16 072       | 15,33        | 0            | 29 185        | 28,62         | 1           | 1             | en stagnation |
| Total Ensemble pour la République (ENS)     | Total Ensemble pour la République (ENS)     | 16 072                                 | 15,33        | 0            | 29 185       | 28,62         | 1             | 1           | en stagnation |               |
|                                             |                                             | La France insoumise (LFI)              | 14 129       | 13,48        | 0            | Retrait       | Retrait       | Retrait     | 0             | en stagnation |
| Total Nouveau Front populaire (NFP)         | Total Nouveau Front populaire (NFP)         | 14 129                                 | 13,48        | 0            | Retrait      | Retrait       | Retrait       | 0           | en stagnation |               |
|                                             |                                             | Les Républicains (LR)                  | 7 416        | 7,08         | 0            |               |               |             | 0             | en stagnation |
| Total Union de la droite et du centre (UDC) | Total Union de la droite et du centre (UDC) | 7 416                                  | 7,08         | 0            | 0            | en stagnation |               |             |               |               |
|                                             |                                             | Mouvement écologiste indépendant (MEI) | 1 375        | 1,31         | 0            | 0             | Nv            |             |               |               |
| Total Le Rassemblement (RAS)                | Total Le Rassemblement (RAS)                | 1 375                                  | 1,31         | 0            | 0            | en stagnation |               |             |               |               |
|                                             |                                             | Bastir Occitanie (BO)                  | 1 293        | 1,23         | 0            | 0             | en stagnation |             |               |               |
| Total Pays unis (PU)                        | Total Pays unis (PU)                        | 1 293                                  | 1,23         | 0            | 0            | en stagnation |               |             |               |               |
|                                             | Reconquête (REC)                            | Reconquête (REC)                       | 1 266        | 1,21         | 0            | 0             | en stagnation |             |               |               |
|                                             |                                             | Le Mouvement pour les animaux (LMPA)   | 959          | 0,91         | 0            | 0             | en stagnation |             |               |               |
| Total Tous unis pour le vivant (TUPV)       | Total Tous unis pour le vivant (TUPV)       | 959                                    | 0,91         | 0            | 0            | en stagnation |               |             |               |               |
|                                             | Lutte ouvrière (LO)                         | Lutte ouvrière (LO)                    | 777          | 0,74         | 0            | 0             | en stagnation |             |               |               |
|                                             |                                             | Changement citoyen (CC)                | 29           | 0,03         | 0            | 0             | Nv            |             |               |               |
| Total Coalition citoyenne (CC)              | Total Coalition citoyenne (CC)              | 29                                     | 0,03         | 0            | 0            | Nv            |               |             |               |               |
|                                             |                                             |                                        |              |              |              |               |               |             |               |               |
| Suffrages exprimés                          | Suffrages exprimés                          | Suffrages exprimés                     | 104 815      | 96,62        |              | 101 971       | 93,97         |             |               |               |
| Votes blancs                                | Votes blancs                                | Votes blancs                           | 2 464        | 2,27         | 4 599        | 4,24          |               |             |               |               |
| Votes nuls                                  | Votes nuls                                  | Votes nuls                             | 1 205        | 1,11         | 1 941        | 1,79          |               |             |               |               |
| Total                                       | Total                                       | Total                                  | 108 484      | 100          | 0            | 108 511       | 100           | 2           | 2             | en stagnation |
| Abstention                                  | Abstention                                  | Abstention                             | 38 420       | 26,15        |              | 38 366        | 26,12         |             |               |               |
| Inscrits/Participation                      | Inscrits/Participation                      | Inscrits/Participation                 | 146 904      | 73,85        | 146 877      | 73,88         |               |             |               |               |

#### Résultats par nuances
| Nuance                 | Nuance                        | Nuance                 | Premier tour | Premier tour | Premier tour | Second tour | Second tour   | Second tour | Total Sièges | +/-           |  |
| Nuance                 | Nuance                        | Nuance                 | Voix         | %            | Sièges       | Voix        | %             | Sièges      | Total Sièges | +/-           |  |
| ---------------------- | ----------------------------- | ---------------------- | ------------ | ------------ | ------------ | ----------- | ------------- | ----------- | ------------ | ------------- |  |
|                        | Rassemblement national        | RN                     | 37 314       | 35,60        | 0            | 41 874      | 41,06         | 0           | 0            | en stagnation |  |
|                        | Divers gauche                 | DVG                    | 24 185       | 23,07        | 0            | 30 912      | 30,31         | 1           | 1            | en stagnation |  |
|                        | Ensemble pour la République ! | ENS                    | 16 072       | 15,33        | 0            | 29 185      | 28,62         | 1           | 1            | en stagnation |  |
|                        | Union de la gauche            | UG                     | 14 129       | 13,48        | 0            | Retrait     | Retrait       | Retrait     | 0            | en stagnation |  |
|                        | Les Républicains              | LR                     | 7 416        | 7,08         | 0            |             |               |             | 0            | en stagnation |  |
|                        | Régionaliste                  | REG                    | 2 281        | 2,18         | 0            | 0           | en stagnation |             |              |               |  |
|                        | Écologistes                   | ECO                    | 1 375        | 1,31         | 0            | 0           | en stagnation |             |              |               |  |
|                        | Reconquête                    | REC                    | 1 266        | 1,21         | 0            | 0           | en stagnation |             |              |               |  |
|                        | Extrême gauche                | EXG                    | 777          | 0,74         | 0            | 0           | en stagnation |             |              |               |  |
|                        |                               |                        |              |              |              |             |               |             |              |               |  |
| Suffrages exprimés     | Suffrages exprimés            | Suffrages exprimés     | 104 815      | 96,62        |              | 101 971     | 93,97         |             |              |               |  |
| Votes blancs           | Votes blancs                  | Votes blancs           | 2 464        | 2,27         | 4 599        | 4,24        |               |             |              |               |  |
| Votes nuls             | Votes nuls                    | Votes nuls             | 1 205        | 1,11         | 1 941        | 1,79        |               |             |              |               |  |
| Total                  | Total                         | Total                  | 108 484      | 100          | 0            | 108 511     | 100           | 2           | 2            | en stagnation |  |
| Abstention             | Abstention                    | Abstention             | 38 420       | 26,15        |              | 38 366      | 26,12         |             |              |               |  |
| Inscrits/Participation | Inscrits/Participation        | Inscrits/Participation | 146 904      | 73,85        | 146 877      | 73,88       |               |             |              |               |  |

### Résultats par circonscription

#### Première circonscription
- Député sortant : Jean-René Cazeneuve (Renaissance)

| Candidat                 | Candidat                 | Parti et coalition       | Nuance                   | Premier tour | Premier tour | Second tour | Second tour |
| Candidat                 | Candidat                 | Parti et coalition       | Nuance                   | Voix         | %            | Voix        | %           |
| ------------------------ | ------------------------ | ------------------------ | ------------------------ | ------------ | ------------ | ----------- | ----------- |
|                          | Jean-Luc Yelma           | RN                       | RN                       | 18 575       | 35,71        | 20 720      | 41,52       |
|                          | Jean-René Cazeneuve      | RE (ENS)                 | ENS                      | 16 072       | 30,90        | 29 185      | 58,48       |
|                          | Pascal Levieux           | LFI (NFP)                | UG                       | 14 129       | 27,17        | Retrait     | Retrait     |
|                          | Alexis Boudaud Anduaga   | MEI (RAS)                | ECO                      | 1 375        | 2,64         |             |             |
|                          | Ludovic Larré            | LMPA (TUPV)              | REG                      | 959          | 1,84         |             |             |
|                          | Aurore Cazes             | REC                      | REC                      | 587          | 1,13         |             |             |
|                          | Jean-Louis Chareton      | LO                       | EXG                      | 296          | 0,57         |             |             |
|                          | Adrien Aymes             | CC (CC)                  | REG                      | 16           | 0,03         |             |             |
|                          |                          |                          |                          |              |              |             |             |
| Suffrages exprimés       | Suffrages exprimés       | Suffrages exprimés       | Suffrages exprimés       | 52 009       | 96,03        | 49 905      | 92,29       |
| Votes blancs             | Votes blancs             | Votes blancs             | Votes blancs             | 1 382        | 2,55         | 2 926       | 5,41        |
| Votes nuls               | Votes nuls               | Votes nuls               | Votes nuls               | 769          | 1,42         | 1 244       | 2,30        |
| Total                    | Total                    | Total                    | Total                    | 54 160       | 100          | 54 075      | 100         |
| Abstention               | Abstention               | Abstention               | Abstention               | 19 098       | 26,07        | 19 149      | 26,15       |
| Inscrits / participation | Inscrits / participation | Inscrits / participation | Inscrits / participation | 73 258       | 73,93        | 73 224      | 73,85       |

#### Deuxième circonscription
- Député sortant : David Taupiac (Parti socialiste)

| Candidat                 | Candidat                 | Parti et coalition       | Nuance                   | Premier tour | Premier tour | Second tour | Second tour |
| Candidat                 | Candidat                 | Parti et coalition       | Nuance                   | Voix         | %            | Voix        | %           |
| ------------------------ | ------------------------ | ------------------------ | ------------------------ | ------------ | ------------ | ----------- | ----------- |
|                          | David Taupiac,           | PS                       | DVG                      | 24 185       | 45,80        | 30 912      | 59,37       |
|                          | Alice Cendré             | RN                       | RN                       | 18 739       | 35,49        | 21 154      | 40,63       |
|                          | Barbara Neto             | LR (UDC)                 | LR                       | 7 416        | 14,04        |             |             |
|                          | Jean-Luc Davezac         | BO (PU)                  | REG                      | 1 293        | 2,45         |             |             |
|                          | Martine Arnaudy          | REC                      | REC                      | 679          | 1,29         |             |             |
|                          | Michèle Martin           | LO                       | EXG                      | 481          | 0,91         |             |             |
|                          | Abla Lazorat             | CC (CC)                  | REG                      | 13           | 0,02         |             |             |
|                          |                          |                          |                          |              |              |             |             |
| Suffrages exprimés       | Suffrages exprimés       | Suffrages exprimés       | Suffrages exprimés       | 52 806       | 97,21        | 52 066      | 95,65       |
| Votes blancs             | Votes blancs             | Votes blancs             | Votes blancs             | 1 082        | 1,99         | 1 673       | 3,07        |
| Votes nuls               | Votes nuls               | Votes nuls               | Votes nuls               | 436          | 0,80         | 697         | 1,28        |
| Total                    | Total                    | Total                    | Total                    | 54 324       | 100          | 54 436      | 100         |
| Abstention               | Abstention               | Abstention               | Abstention               | 19 322       | 26,24        | 19 217      | 26,09       |
| Inscrits / participation | Inscrits / participation | Inscrits / participation | Inscrits / participation | 73 646       | 73,76        | 73 653      | 73,91       |